# Samsung Music Hub
Music Hub era un servizio musicale basato sul cloud lanciato da Samsung. Permetteva agli utenti di ascoltare musica da vari dispositivi Samsung. Secondo il suo sito Web, voleva creare un servizio mobile e web integrato per ascoltare la musica.

## Storia
Il 9 maggio 2012, mSpot ha pubblicato un comunicato stampa, in cui dichiarava che era stata acquisita da Samsung Electronics. Questo fu seguito da un successivo comunicato stampa che notificò il lancio ufficiale di Music Hub da parte di Samsung, da allora, ci sono stati una serie di resoconti dei media sul lancio ufficiale del Music Hub di Samsung.
Samsung Music è stato chiuso il 1 luglio 2014, informando gli utenti della chiusura tramite una e-mail. Il servizio è stato sostituito con Samsung Milk Music (attualmente chiuso).

## Disponibilità
Inizialmente, il servizio è stato lanciato in Germania, Francia, Spagna, Italia e Regno Unito.
Il servizio era disponibile su Samsung Galaxy S3 e Samsung Galaxy Note II,  ma alcune fonti dicevano che Samsung aveva in mente un lancio più ampio che avrebbe portato Samsung Music Hub su tutti i dispositivi.

## Competizione
I rapporti suggeriscono che Samsung potrebbe aver creato il servizio per competere con altre società come Google e Amazon.com, Inc. nel mercato della musica in streaming basato su cloud. Alcuni notano anche la sua somiglianza con altri servizi musicali come Spotify.